# Resolutie 1367 Veiligheidsraad Verenigde Naties
Resolutie 1367 van de Veiligheidsraad van de Verenigde Naties werd unaniem door de VN-Veiligheidsraad aangenomen op 10 september 2001, en hief het wapenembargo tegen de Federale Republiek Joegoslavië, het latere Servië en Montenegro, op.

## Achtergrond
Toen Joegoslavië begin jaren 1990 uiteenviel ontstond een bloedige oorlog onder de voormalige deelrepublieken, waarvan de meeste onafhankelijk werden. Eén daarvan was de confederatie Servië en Montenegro, met haar zuidelijke provincie Kosovo. Het overgrote deel van de Kosovaarse bevolking bestaat uit Albanezen, waardoor de provincie onder Joegoslavië een grote autonomie kende. Die werd na het uiteenvallen door Servië ingetrokken, waarna het verzet tegen het land toenam. In 1996 nam het Kosovaarse Bevrijdingsleger de wapens op. Na internationale tussenkomst kwam Kosovo onder VN-bestuur te staan, en in 2008 verklaarde het zich onafhankelijk.

## Inhoud

### Waarnemingen
De Veiligheidsraad merkte tot zijn tevredenheid op dat aan de voorwaarden in resolutie 1160 uit 1998, die een wapenembargo tegen de Federale Republiek Joegoslavië had ingesteld tot die zich terugtrok uit Kosovo, werd voldaan.
De veiligheidssituatie langs de Kosovaars-Servische grens bleef verder moeilijk en de speciale vertegenwoordiger van de secretaris-generaal Kofi Annan en de commandant van KFOR mochten het wapenvervoer naar Kosovo, in navolging van resolutie 1244, blijven inperken en strikt controleren.

### Handelingen
De Veiligheidsraad:
1. Besluit de verboden opgelegd met resolutie 1160 te beëindigen.
2. Besluit verder het comité opgericht met resolutie 1160 op te heffen.

## Verwante resoluties
- Resolutie 1357 Veiligheidsraad Verenigde Naties
- Resolutie 1362 Veiligheidsraad Verenigde Naties
- Resolutie 1371 Veiligheidsraad Verenigde Naties
- Resolutie 1387 Veiligheidsraad Verenigde Naties (2002)

Lijst ·  1335 ·  1336 ·  1337 ·  1338 ·  1339 ·  1340 ·  1341 ·  1342 ·  1343 ·  1344 ·  1345 ·  1346 ·  1347 ·  1348 ·  1349 ·  1350 ·  1351 ·  1352 ·  1353 ·  1354 ·  1355 ·  1356 ·  1357 ·  1358 ·  1359 ·  1360 ·  1361 ·  1362 ·  1363 ·  1364 ·  1365 ·  1366 ·  1367 ·  1368 ·  1369 ·  1370 ·  1371 ·  1372 ·  1373 ·  1374 ·  1375 ·  1376 ·  1377 ·  1378 ·  1379 ·  1380 ·  1381 ·  1382 ·  1383 ·  1384 ·  1385 ·  1386